# District de Pagué
Le district de Pagué est un district de Sao Tomé-et-Principe. Il recouvre intégralement l'île de Principe. Son siège est Santo António.